# Entephria annosata
Entephria annosata är en fjärilsart som beskrevs av Aubert 1959. Entephria annosata ingår i släktet Entephria och familjen mätare. Inga underarter finns listade i Catalogue of Life.